# Гомес IV Суарес де Фигероа-и-Кордова

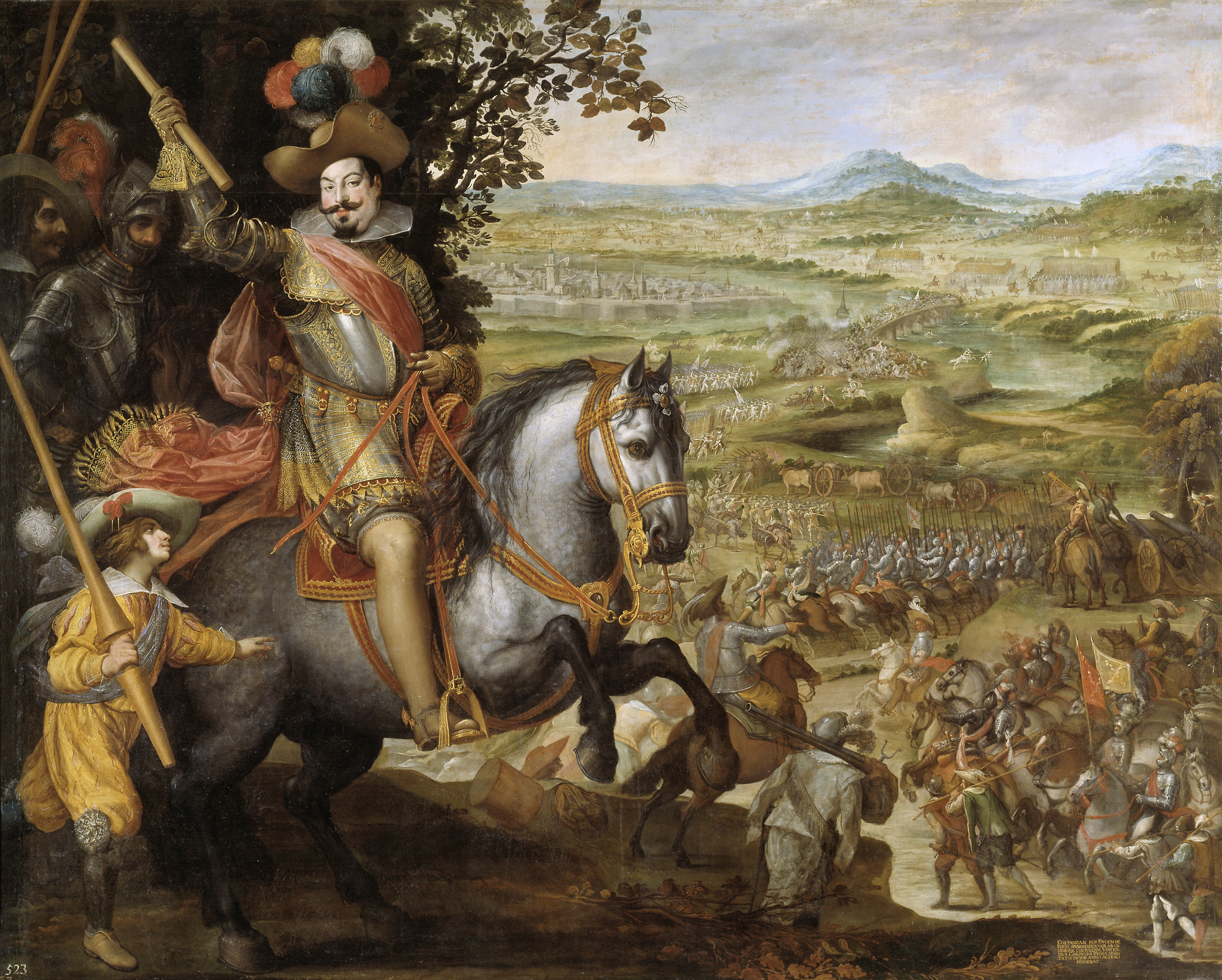
Сокорро-де-ла-пласа-де-Констанца, еще одна картина Висенте Кардучо для Салона де Рейнос, в память о снятии осады указанного города, которую в 1633 году осуществил 3-й герцог Ферия

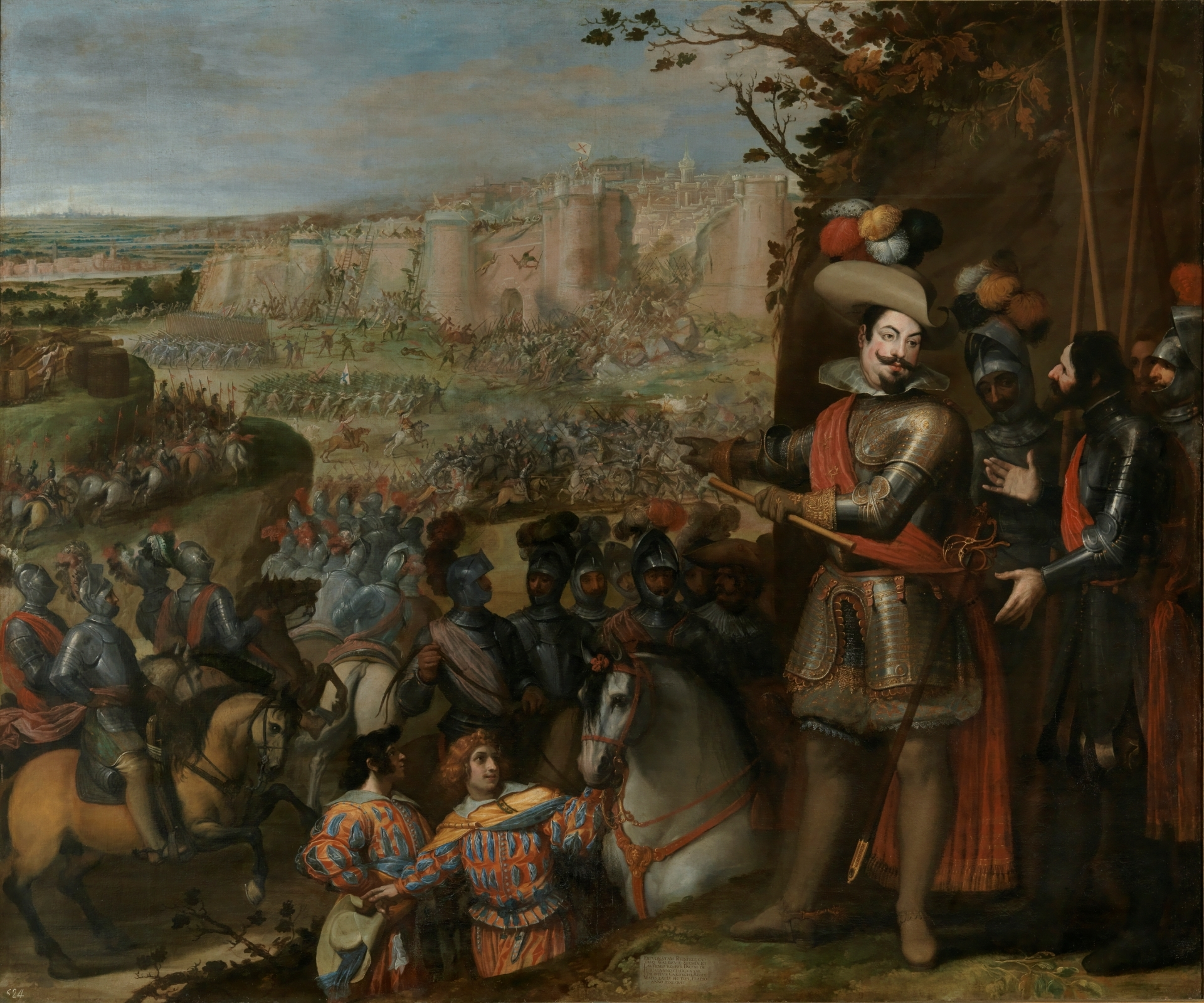
В 1633 году испанские терции под командованием дона Гомеса Суареса де Фигероа, 3-го герцога Ферия, взяли швейцарский город Рейнфельден в рамках плана по открытию стратегического коммуникационного коридора между испанскими владениями в Милане и Нидерландах — согласно таблице Висенте Кардучо для Зала Царств. Герцог Фериа носит красный пояс генерала и командный жезл в левой руке.

Гомес IV Суарес де Фигероа (исп. Gómez IV Suárez de Figueroa y Córdoba; 1 сентября 1587, Гвадалахара — 12 января 1634, Мюнхен) — испанский аристократ, военачальник и государственный деятель, 3-й герцог Ферия (1607—1634) и 2-й маркиз Вильяльба (1604—1634).

## Биография
Родился 1 сентября 1587 года в Гвадалахаре. Сын Лоренсо IV Суареса де Фигероа-и-Кордовы (1559—1607), 2-го герцога Ферия (1571—1607), и его третьей жены Изабель де Мендоса, дочери 5-го герцога Инфантадо. Вся его жизнь была посвящена служению монархии, как это было принято в доме Ферия, его первая дипломатическая миссия была протокольным визитом к папе римскому Павлу V, порученный королем Филиппом III.
Он был известен как великий герцог Ферия за свою военную роль, связанную с Тридцатилетней войной, и считается одним из последних способных солдат испанской монархии. Являлся как хорошим политиком, так и военным, его военные успехи были недолгими, но в то время считались чрезвычайно важными для испанской короны. Резкий человек, которого было нелегко заставить замолчать, он выражал свое мнение резко и решительно и имел абсолютистское представление о власти.
У него была долгая политическая карьера, но вдали от центра власти: чрезвычайный посол в Риме (1607) и Франции (1610), вице-король Валенсии (1616—1618), губернатор Миланского герцогства (1618—1626), вице-король и генерал-капитан Каталонии (1629—1630), и снова губернатор Милана (1631—1632). Член Военно-государственного совета.
Он победил шведов при осаде Рейнфельдена. Он заболел в Страберте в декабре 1633 года от «злокачественной лихорадки» и умер 12 января 1634 года в Мюнхене, при дворе курфюрста Баварского. Внезапность его болезни распространила слух, что он был отравлен по приказу графа-герцога Оливареса, но на самом деле он умер от тифа, как и большая часть его войска.

## Брак и потомство
В возрасте двадцати лет, в 1607 году он женился на Франсиске Кардона-и-Кордова (+ 25 января 1623), дочери Антонио де Кордовы и Кардоны, 7-го графа де Кабра, 5-го герцога Сесса и 4-го герцога Сома, и Хуаны де Арагон и Кордова.
В 1625 году он женился вторым браком на Анне Фернандес де Кордова-Фигероа и Энрикес де Рибере (15 октября 1608 — 3 октября 1679), дочери Алонсо Фернандеса де Кордовы и Энрикеса де Риберы, 5-го маркиза де Приего, и Хуаны Энрикес де Риберы и Хирон. С ней у него было трое детей: Бальтасар, умерший еще ребенком, Лоренсо Гаспар Суарес де Фигероа-и-Кордова (1629—1634), 4-й герцог Фериа (1634) и 3-й маркиз де Вильяльба (1634), умерший в возрасте пяти лет жизни вскоре после смерти отца, и Мария, 4-я маркиза де Вильяльба, умершая в 1641 году. У него также был внебрачный сын Карлос, родившийся в 1628 году.
Учитывая строгую агитацию титула Casa de Feria после смерти Лоренцо Гаспара, титул герцога Feria переходит к его деду по материнской линии Алонсо Фернандесу де Кордова-и-Фигероа, 5-му маркизу де Приего (1588—1645), прямому потомку мужского пола Лоренсо Суарес де Фигероа и Толедо, 3-го графа Ферия (1460—1528), а не его сестра Мария Суарес де Фигероа-и-Кордова (унаследовавшая титул маркизы де Вильяльба). Титул герцога Ферия перешел в руки маркизов Приего, владельцы которого теперь называются маркизами-герцогами Приего и Ферия. Когда в 1711 году 9-й герцог Мединасели умер бездетным в тюрьме, маркизы Приего унаследовали герцогство Мединасели и стали именоваться герцогами Мединасели.